# Selfridges
Selfridges is een keten van  warenhuizen in het Verenigd Koninkrijk. De warenhuizen maken deel uit van de Selfridges Group. 

## Geschiedenis
Het bedrijf werd opgericht door Harry Gordon Selfridge. De vestiging in Londens Oxford Street, die geopend werd in 1909, is na Harrods het grootste warenhuis in het Verenigd Koninkrijk. Meer recent zijn drie nieuwe winkels geopend in Trafford, Greater Manchester (1998), in Manchester City Centrum Exchange Square (2002) en in de Bullring, in Birmingham (2003).  
De winkelketen werd in 2003 eigendom van de Canadese multimiljonair Galen Weston, die in 2011 ook het Nederlandse Bijenkorf-concern overnam.
In 2014 startte een uitgebreide renovatie van het warenhuis aan Oxford Street. Voor de 300 miljoen Britse Pond kostende renovatie wordt vijf jaar uitgetrokken.
In Nederland werd door KRO-NCRV in 2015-2016 de televisieserie Mr Selfridge uitgezonden, met in de titelrol de Amerikaanse acteur Jeremy Piven.